# Libres y locos (álbum)
Libres y Locos es el primer álbum de estudio de la banda de rock El Gran Silencio, lanzado el 26 de diciembre de 1998 por Universal Music Group de México (antes EMI Music México). El álbum incluye uno de sus principales éxitos exitos que incluye Dormir soñando.

## Historia
El disco fue grabado por El Gran Silencio en 1998 tras 6 años de carrera en Monterrey y la grabación del demo Dofos de 1996. Su lanzamiento los lanzó a la fama en el rock de México.

## Grabación y estilo
El disco fue grabado en los estudios Beat on Beat y Kampo Studio de Nueva York. El productor fue Andrés Levin. Fue publicado en 1998 por EMI Music México. 
Libres y locos incluye la grabación de temas que El Gran Silencio había tocado por años con instrumentos acústicos y una fusión de ritmos como el rock, el ska, la cumbia, el rap y la música norteña

## Músicos

### El Gran Silencio
- Tony Hernández - voz y guitarra
- Cano Hernández - voz, guacharaca, pandero, redoba, shekere
- Isaac "Campa" Valdez - acordeón
- Ezequiel Alvarado - batería, botella, congas, pandero, redoba, shekere
- Julian "Mooko" Villarreal - bajo

### Músicos invitados
- Alex - batería
- Pancho Álvarez - coros
- Martin Cunningham - flauta
- DJ Wally

### Producción
- Bruce "Fino" Calder - producción y mezcla
- Richard Abbondante, Matt Gold - asistentes de producción
- Jovan Djodjevic - ProTools
- Tomás Hernández Chávez - arte
- José Alfonso Guevara - diseño
- Cecilio Valdemar, Alejandro González - apoyo técnico

## Lista de canciones
| Libres y locos |                               |          |  |
| N.º            | Título                        | Duración |  |
| 1.             | «Guacharaca scratch»          | 1:30     |  |
| 2.             | «Dormir soñando»              | 3:08     |  |
| 3.             | «Perdido»                     | 6:05     |  |
| 4.             | «Decadencia»                  | 3:44     |  |
| 5.             | «Contra Reloj»                | 4:11     |  |
| 6.             | «Con sangre del norte»        | 3:09     |  |
| 7.             | «No sabemos amar»             | 4:34     |  |
| 8.             | «Mitote»                      | 3:07     |  |
| 9.             | «Rehilete»                    | 3:40     |  |
| 10.            | «Piporro's taconazo»          | 2:31     |  |
| 11.            | «Creaturas de luz»            | 5:49     |  |
| 12.            | «Tonta canción de amor no. 2» | 3:43     |  |
| 13.            | «Columpio»                    | 3:43     |  |
| 14.            | «Libres y locos»              | 1:22     |  |
| 58:00          |                               |          |  |